# Campeonato Uruguayo de Primera División "B" 1995
El Campeonato Uruguayo de Primera División "B" de 1995 fue el torneo de segunda categoría, correspondiente a esa temporada del fútbol uruguayo.
Huracán Buceo se coronó campeón y ascendió a Primera División, gracias a una arremetida al final del torneo, ganando en fila los últimos 8 partidos consecutivos.

## Sistema de disputa
El sistema de disputa fue a dos rondas todos contra todos, el mejor ubicado en la tabla sería el campeón y lograría el ascenso directo a Primera División del año siguiente.

### Posiciones
| Puesto | Equipo                 | Pts. | PJ | PG | PE | PP | GF | GC | Dif. |
| ------ | ---------------------- | ---- | -- | -- | -- | -- | -- | -- | ---- |
| 1°     | Huracán Buceo (C)      | 52   | 24 | 16 | 4  | 4  | 40 | 23 | +17  |
| 2°     | Racing                 | 51   | 24 | 14 | 9  | 1  | 49 | 16 | +33  |
| 3°     | Rentistas              | 50   | 24 | 15 | 5  | 4  | 31 | 18 | +13  |
| 4°     | Fénix                  | 37   | 24 | 10 | 7  | 7  | 48 | 33 | +15  |
| 5°     | Colón                  | 35   | 24 | 10 | 5  | 9  | 33 | 29 | +4   |
| 6°     | Bella Vista            | 33   | 24 | 9  | 6  | 9  | 27 | 18 | +9   |
| 7°     | Miramar Misiones       | 32   | 24 | 8  | 8  | 8  | 29 | 24 | +5   |
| 8°     | Cerrito                | 32   | 24 | 8  | 8  | 8  | 26 | 28 | -2   |
| 9°     | Deportivo Maldonado    | 29   | 24 | 8  | 5  | 11 | 33 | 45 | -12  |
| 10°    | Uruguay Montevideo     | 28   | 24 | 7  | 7  | 10 | 27 | 38 | -11  |
| 11°    | Platense Wanderers (*) | 21   | 24 | 5  | 6  | 13 | 23 | 37 | -15  |
| 12°    | La Luz                 | 15   | 24 | 4  | 3  | 17 | 19 | 52 | -33  |
| 13°    | El Tanque Sisley       | 14   | 24 | 3  | 5  | 16 | 19 | 43 | -24  |

- Nota: (*) Platense jugó oficialmente esta temporada como Platense Wanderers debido a una fusión que finalmente no fue efectivo.

|  | Campeón, asciende a Primera División. |
|  | Desciende a Primera "C".              |

## Resultados finales
| Club          | Ascendido como |
| ------------- | -------------- |
| Huracán Buceo | Campeón        |

| Club             | Descendido como                     |
| ---------------- | ----------------------------------- |
| El Tanque Sisley | Último puesto en tabla del descenso |

- Uruguay Montevideo no participó en la temporada siguiente por problemas económicos (perdió la plaza en la categoría, regresó a competir en la Liga Metropolitana Amateur de 1997).
- La Luz no participó en la temporada siguiente por problemas económicos (perdió la plaza en la categoría, regresó a competir en la Liga Metropolitana Amateur de 1999 como La Luz Tacurú).